# Богач Володимир Якович
Володимир Якович Богач (нар. 23 квітня 1941, Суми, УРСР — пом. 23 січня 2013) — радянський футболіст, нападник, український тренер.

## Клубна кар'єра
Футбольну кар'єру розпочав 1965 року в складі махачкалинського «Динамо». У команді відіграв два сезони. У 1967 році повернувся до рідних Сум, де став гравцем місцевого клубу «Спартак». У 1972 році «Спартак» змінив назву на «Фрунзенець», а Володимир по закінченні вище вказаного сезону завершив кар'єру футболіста.

## Кар'єра тренера
По завершенні кар'єри гравця розпочав тренерську діяльність. Спочатку працював у тренерському штабі краснопільського «Явора». У весняній частині сезону 1993/94 років та з початку 1994 року по завершення другої половини 1995 року самостійно очолював «Явір». З травня по липень 2001 року виконував обов'язки головного тренера сумського «Спартака». У липні 2006 року прищначений на посаду головного тренера відродженого «Явору» (Краснопілля), який 2008 року переїхав до Сум та змінив назву на ФК «Суми». Наприкінці березня 2009 року звільнений з займаної посади.
Помер 23 січня 2013 року.

## Особисте життя
Син, Володимир Богач, також став професіональним футболістом, а по завершенні кар'єри гравця — футбольним тренером.